# Eyvind Earle
Eyvind Earle (26 avril 1916, New York - 20 juillet 2000, Carmel-by-the-Sea, en Californie) est un animateur, artiste, auteur et illustrateur américain.

## Biographie
Earle participe à sa première exposition artistique en 1937 aux Charles Morgan Galleries à New York. En 1939, l'une des aquarelles réalistes d'Earle est achetée par le Metropolitan Museum of Art. C'est à cette époque qu'il postule aux Studios Disney alors situés dans les locaux d'Hyperion Avenue, sans succès.
À partir des années 1940, il se met à réaliser des œuvres qui sont ensuite utilisées comme cartes postales, il dessinera dans sa carrière plus de 800 cartes de Noël pour l'American Artist Group. Durant 11 ans il se constitue une réputation à New York.
En 1951, il est engagé par les Studios Disney en tant qu'artiste pour les décors,,. Il en a réalisé plusieurs centaines rien que pour Peter Pan. Il est ainsi crédité pour les décors expérimentaux du court métrage de Dingo, Dingo toréador (For Whom the Bulls Toil, 1953).
Parmi les courts métrages, il crée aussi le style particulier du film récompensé aux oscars Les Instruments de musique (1953). Il réalise aussi des décors pour l'émission de télévision Disneyland.
Il participe aussi à plusieurs longs métrages : Peter Pan (1953), La Belle et le Clochard (1955) et La Belle au bois dormant (1959). Pour La Belle au bois dormant, il était le responsable des décors, couleurs et du style graphique,, qui serait pour Dave Smith « le plus représentatif de son talent ». Il quitte le studio en mars 1958 en raison d'un désaccord avec Clyde Geronimi qui venait d'être nommé réalisateur du film La Belle au bois dormant.
Il travaille pour le studio de John Sutherland puis de manière sporadique et retourne totalement à la peinture en 1966.
En 1998, il est décoré lors des 26e Annie Awards du Winsor McCay Award pour son œuvre dans l'art de l'animation.
La plupart de ses œuvres n'ont pas été exposées de son vivant.

## Filmographie
- 1953 : Peter Pan
- 1953 : Dingo toréador (For Whom the Bulls Toil)
- 1953 : Melody
- 1953 : Les Instruments de musique (Toot Whistle Plunk and Boom)
- 1953 : Les Cacahuètes de Donald (Working for Peanuts)
- 1954 : Pêché Mignon (Pigs Is Pigs)
- 1954 : Grand Canyonscope
- 1955 : La Belle et le Clochard
- 1956 : Jack and Old Mac
- 1957 : The Truth About Mother Goose
- 1958 : Paul Bunyan
- 1959 : La Belle au bois dormant

## Reconnaissance
En tant qu'auteur et artiste, il a été reconnu par des publications telles que le Time, The Los Angeles Times, The New York Times, The New York World-Telegram, The Art News et The New York Sun[réf. nécessaire].
En tant qu'artiste, ces œuvres ont été achetées par des musées tels que le Metropolitan Museum of Art de New York, le Rahr-West Art Museum (en), Phoenix Museum of Art et l'Arizona State University Art Museum qui les présentent dans leurs collections permanentes. De 1930 à 2000, de nombreuses expositions lui ont été consacrées à travers le monde.
En tant qu'animateur, il travailla comme directeur de production, styliste et illustrateur de décors pour Walt Disney Pictures sur des films comme La Belle au bois dormant ou La Belle et le Clochard.
En tant qu'illustrateur, l'American Artists Group a publié plus de 600 dessins d'Earle et a vendu plus de 300 millions de ses cartes de Noël depuis les années 1950.